# Trouble du développement de la personnalité
Le trouble du développement de la personnalité est un concept sujet aux débats en Europe (ex. en Allemagne : Adam & Breithaupt-Peters, 2010). Le trouble du développement de la personnalité est considéré comme un facteur de risque ou un stade prématuré d'un trouble de la personnalité tardif à l'âge adulte. Le manuel diagnostique et statistique des troubles mentaux (DSM-IV) permet exceptionnellement le diagnostic des troubles de la personnalité durant l'enfance et l'adolescence.
Les adultes montrent souvent des degrés de personnalité pendant une longue période de temps. Les enfants et adolescents, cependant, montrent des changements marqués dans le développement de la personnalité. Certains de ces enfants et adolescents ont des difficultés à développer correctement leur personnalité. Le DSM-IV explique, par exemple, que les enfants et adolescents sont à un haut risque de développer un trouble de la personnalité antisocial si ceux-ci venaient à montrer des signes de trouble des conduites et de trouble déficitaire de l'attention avant l'âge de 10 ans. Ceci mène Adam & Breithaupt-Peters (2010) à l'idée que ces enfants et adolescents doivent être surveillé de très près.